# Trollingsked
En trollingsked är ett lätt skeddrag för sportfiske som används främst under trolling, men det kan även användas under spinnfiske om det inte blåser mycket. Trollingsked används bland annat vid fiske efter lax och öring.